# Pere de Nicomèdia
Pere de Nicomèdia (en llatí Petrus, en grec antic Πέτρος) va ser un eclesiàstic de l'Imperi Romà d'Orient que va viure al segle vii.
Va ser un dels diaques i monjos que van ser encausats al Concili de Constantinoble III (VI concili ecumènic celebrat l'any 680) acusats de monotelisme. Pere era el cap i dirigent d'aquest corrent i era arquebisbe de Nicomèdia; van comparèixer al concili i van fer jurament de fe ortodoxa. Pere i els seus companys van lliurar per escrit les seves confessions reafirmant-se en la doctrina ortodoxa de les dues naturaleses de Crist. Les confessions eren d'una extensió considerable, i totes exactament iguals.